# Aprile (Francesco del Cossa)
Aprile è uno degli affreschi (500×320 cm circa) del Salone dei Mesi di Palazzo Schifanoia a Ferrara. Fu dipinto da Francesco del Cossa tra il 1468 e il 1470 circa.

## Storia
Gli affreschi del Salone di rappresentanza di palazzo Schifanoia furono eseguiti per volontà di Borso d'Este negli anni 1468-1470 per celebrare probabilmente l'investitura, da parte di papa Paolo II, di Borso a duca di Ferrara, programmata all'inizio del 1471.
Manifesto politico della grandezza del duca e delle sue arti di governo, e testimonianza alta della cultura della corte estense, il ciclo di Schifanoia fu realizzato da tutti gli artisti dell'Officina ferrarese, con la direzione probabile di Cosmè Tura e l'ideazione del tema da parte dell'astronomo, astrologo e bibliotecario di corte Pellegrino Prisciani, che attinse a vari testi eruditi antichi e moderni.
Gli affreschi di Marzo, Aprile e Maggio sono gli unici di cui sia documentata l'autografia, grazie a una famosa lettera indirizzata dall'artista a Borso d'Este datata 25 marzo 1470, dove con un moto di autocoscienza e dignità estremamente moderno per l'epoca reclamava un migliore trattamento economico per gli affreschi della parete est, che egli dichiarò come i migliori tra tutti quelli degli altri artisti impegnati. La risposta negativa del duca fu forse all'origine della sua partenza per Bologna.
Col tempo il palazzo venne praticamente abbandonato, versando in gravi condizioni soprattutto dopo la cacciata degli Este (1598). Gli affreschi furono scialbati e le sale del palazzo destinate ad usi impropri, che compromisero gravemente le decorazioni. Solo tra il 1820 e il 1840 vennero progressivamente ritrovati gli affreschi, dei quali però restarono leggibili solo sette su dodici, in particolare le sole pareti nord ed est.

## Descrizione

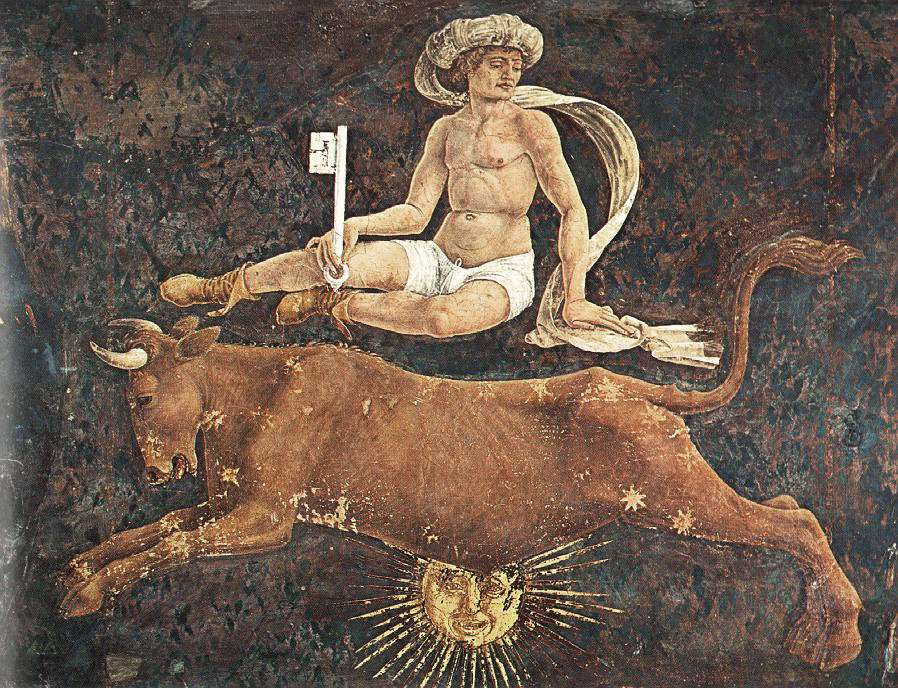
Il Decano centrale

Come gli altri Mesi, anche Aprile è diviso in tre fasce orizzontali: una superiore con il trionfo della divinità protettrice del mese, in questo caso Venere, una centrale con il segno zodiacale (Toro) e i tre "decani", e una inferiore con scene del governo di Borso d'Este.
Il trionfo di Venere mostra la dea che avanza su di un carro parato a festa, trainato da due cigni bianchi (iconografia mutuata dai Trionfi del Petrarca), che si muove scivolando sulle acque di un fiume. Su di esso la dea dell'amore celebra la sua vittoria su Marte, raffigurato nella sua armatura di cavaliere medievale, incatenato ed inginocchiato di fronte alla dea. La sua presenza simboleggia la ritirata degli istinti bellicosi davanti all'amore. Sullo sfondo, in un paesaggio di rocce fantastiche, si scorgono le tre Grazie, mentre sul prato in riva al fiume si muovono bianchi conigli, simbolo di fertilità. Le siepi di rose nella metà sinistra alludono al mito della morte di Adone. Intorno al carro gruppi di giovani eleganti fanno musica e ragionano di amore: alcuni si abbandonano a teneri abbracci o a gesti più audaci.
La fascia centrale mostra le tre figure dei "decani", cioè i protettori delle tre decadi del mese, rappresentati secondo il sistema astrologico egizio che venne trascritto da Teucro Babilonese nel I secolo a.C., poi ripreso nell'Astronomica di Manilio in età imperiale e poi da Pietro d'Abano nel medioevo (Astolabium planum), mediando da testi arabi, come Albumasar (IX secolo).
Da sinistra si incontrano una donna vestita di rosso con un fanciullo, già identificata come la Felicità materna e più probabilmente un'allusione al mito delle Pleiadi (per i lunghi capelli e per il vestito scappato che allude alla loro progressiva perdita di visibilità nel cielo) e un bambino di spalle che potrebbe essere Eros o la stella Aldebaran, occhio del Toro, citata da Manilio. La seconda figura è un giovane seduto, vestito di stivali, brachette e turbante, che regge in mano una grossa chiave, che sarebbe una trasposizione del dio cinocefalo Anubi, sovrapposto alla figura di Sirio. La chiave, già spiegata come mezzo per "aprire" la Primavera, sarebbe dunque un simbolo della custodia del Dio sulle acque del Nilo. La terza figura è un demone con zanne di porco, pelle rossastra e armato di freccia, che regge nella mano destra un drago ed davanti a un cavallo bianco e un cagnolino, già spiegato come la Dissolutezza, ma più probabilmente Perseo e i più vicini paranatellonta (i mostri che governavano i 360 giorni del calendario nell'astrologia egizia: il cavallo bianco/Pegaso, la lepre, il cane/Orione e il serpente attorcigliato/fiume Eridanio; le zanne di chinghiale alludono al mito delle Iadi, che Manilio chiamò succulae cioè scrofe.
Nella fascia inferiore, in basso si scorge un brano del palio derisorio di San Giorgio che si correva a Ferrara: dame e cavalieri si godono il palio dalle finestre e dai portici di un palazzo, per vedere prostitute, nani ed ebrei ad umilianti gare di corsa a piedi e a cavallo. In secondo piano si vede a sinistra il ritorno del duca da una battuta di caccia, con al centro la curiosa scena di sapore cortese di una lotta tra un airone e un colombo. Sulla destra, sotto una loggia rinascimentale, circondato da paggi e da dignitari (tra cui Nicolò II da Correggio, organizzatore delle feste), il duca offre sorridente una moneta a Scocola, il giullare di corte.

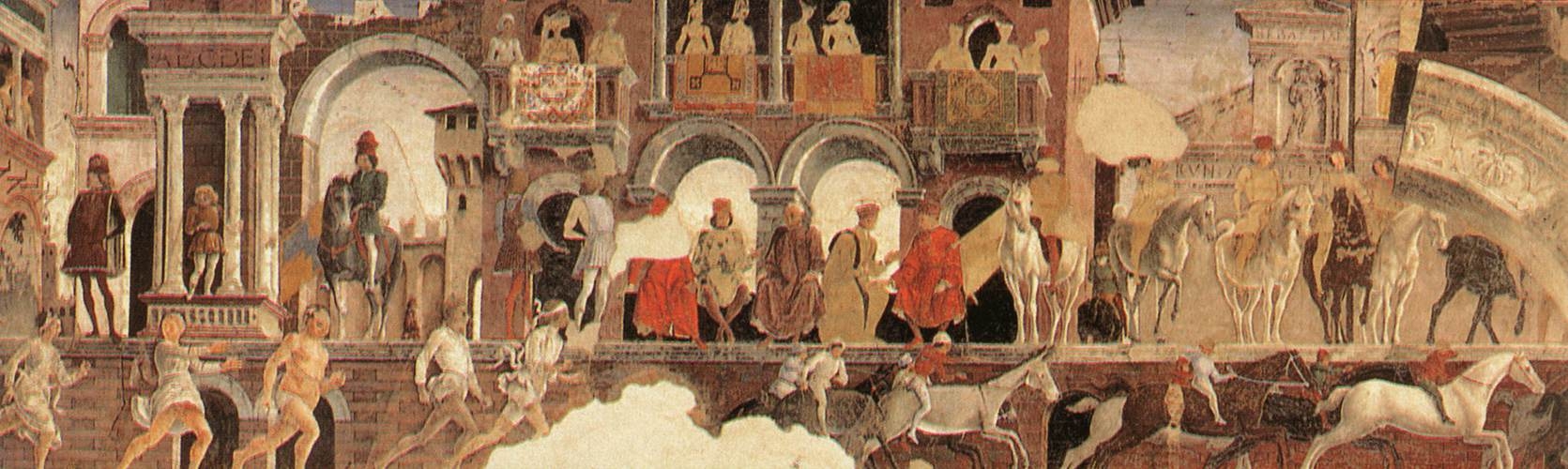
Il Palio di San Giorgio

## Stile

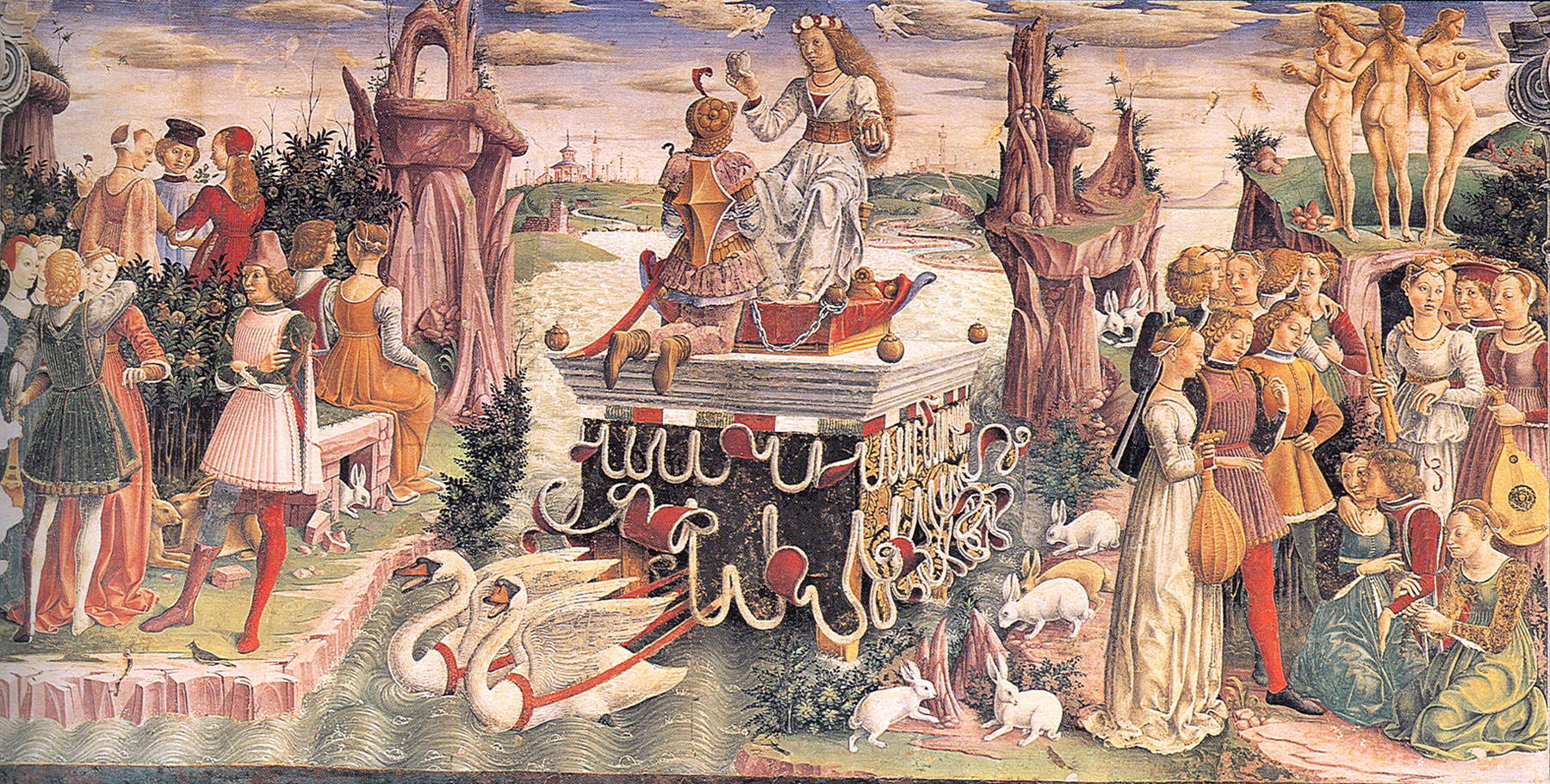
Trionfo di Venere

Da un punto di vista stilistico il mese di Aprile è caratterizzato da forme solide e sintetiche, derivate dalla lezione di Piero della Francesca, con un'illuminazione chiara e una costruzione prospettica impeccabile che rendono verosimili anche i dettagli più improbabili e visionari. Il mondo naturale e le attività umane sono descritte con minuzia e con una partecipazione empatica. Il gusto per la linea aguzza e frastagliata, tipico dei ferraresi, ci coglie nelle bande di stoffa che decorano il carro di Venere o nelle rocce stalagmitiche che si vedono sullo sfondo del Trionfo.
Nella parte inferiore è notevole la costruzione delle scene su piani diversi, ma tutti unificati dalla prospettiva, con scorci di grande estro inventivo.
Un effetto di grande illusionismo è dato poi dal giovane col falcone che al centro è seduto sulla cornice che fa da base agli affreschi, spenzolando le gambe oltre il confine degli affreschi, in un gioco che rompe la rigida separazione tra mondo dipinto e mondo dello spettatore. Questo effetto deriva dalla lezione di Donatello filtrata in tutta probabilità da Andrea Mantegna.